# Hiraea guapecita
Hiraea guapecita är en tvåhjärtbladig växtart som beskrevs av José Cuatrecasas. Hiraea guapecita ingår i släktet Hiraea och familjen Malpighiaceae. Inga underarter finns listade i Catalogue of Life.